# Route nationale 15 (Madagaskar)
Die Route nationale 15 (RN 15) ist eine 247 km lange, nicht befestigte Nationalstraße in der Region Atsimo-Andrefana im Südwesten von Madagaskar. Sie zweigt in Sakahara von der RN 7 ab und führt in nördlicher Richtung über Ankazoabo nach Beroroha am Fluss Mangoky.